# Windsor Park
Pour les articles homonymes, voir Windsor.
Windsor Park est un stade de football situé à Belfast en Irlande du Nord. Il est le terrain habituel du club de Linfield ainsi que de l’équipe d'Irlande du Nord. La finale de la coupe nationale y est traditionnellement disputée.
Le stade est inauguré le 2 septembre 1905 lors d'un match opposant Linfield à Glentoran.

## Histoire
Le stade est construit par le club de Linfield au début du XXe siècle lorsque celui-ci recherche un endroit où s'installer durablement. Le club acquiert un terrain le long de la Windsor Avenue, appelé Bog Meadows.
La plus grande partie du stade est conçue et construite dans les années 1930 lorsque l’architecte écossais Archibald Leitch dessine le plan d'une tribune principale assise, la South Strand. Cette tribune est inaugurée au cours d'un match opposant Linfield aux Rangers. Le reste du stade est alors composé d'un large terre-plein derrière le but ouest, appelé Spion Kop ; au nord une longue tribune couverte et à l'est derrière le but une autre tribune couverte, The Railway End. Dans cette configuration, la capacité maximale d’accueil de Windsor Park permet d'accueillir jusqu'à 60 000 places.
En octobre 1956, un système d'éclairage est mis en place. Il est inauguré au cours d'un match face à Newcastle United. Au début des années 1960, la tribune de la Railway End est équipée de sièges et au début des années 1970, l'angle entre la Railway End et la South Stand est aménagé par la construction d’un bâtiment abritant des locaux sociaux pour le club et des salons de réception.
En 1972 lors des Troubles, une partie de la Railway End est détruite par l'explosion d'une bombe de l'IRA provisoire.
Dans les années 1980, la tribune couverte faisant face à le tribune principale est endommagée par un incendie. Elle est alors détruite et remplacée par une structure moderne équipée de 6 800 sièges et couverte d’un toit en porte-à-faux. À la fin des années 1990, le terre-plein du Kop est détruit et remplacé par une tribune de 5 000 places, la Kop Stand.
La capacité actuelle du stade s’élève à 20 332 places dont 14 000 assises. Toutes les tribunes ne sont pas systématiquement ouvertes pour tous les matches.
Pour les matches de Linfield seules la tribune principale et le kop sont ouverts. La tribune nord est habituellement utilisée pour accueillir les supporters adverses lorsqu’une grosse affluence est attendue (pour la venue des principaux rivaux du club, Glentoran).
C’est pour les matches de l’équipe nationale que le stade accueille le plus de spectateurs.
En 2007, après une série d’inspections afin de vérifier certains critères de sécurité et de confort et ainsi de vérifier la possibilité du stade à accueillir des matches internationaux et après avoir dû limiter le nombre de places en fermant la tribune du Railway Strand, la fédération nord-irlandaise de football commença à penser à l’abandon du stade. Des projets de construction d’un nouveau stade ailleurs dans Belfast ou à Lisburn pour le football et les sports gaéliques ont fait leur apparition.
En octobre 2007 à la suite du rapport sur les conditions de sécurité à l’intérieur du stade, il a été proposé de fermer la tribune de South Strand pour les matches internationaux, ce qui revient à limiter la capacité à 9 000 places. Cette proposition revient à obliger l’Irlande du Nord à construire un nouveau stade ou à jouer ses matches internationaux « à domicile » en Angleterre ou en Écosse.

## Événements
- Supercoupe de l'UEFA 2021